# Битва під Устечком
Битва під Устям відбулась 6 жовтня 1694 року під Устям на Поділлі, під час польсько-турецької війни 1683—1699 років.

## Перед битвою
На звістку про просування турецько-татарських військ в Молдові король Ян III Собеський скликав у Варшаві 2 вересня 1694 року раду сенату. У кампанії на цей рік було заплановано вести дії, направлені до відбиття у турків фортеці в Кам'янця. Термін концентрації коронної армії в таборі під Монастириськами було встановлено як 3 липня, але війська збиралися незвично повільно. Лише після прибуття з Львова великого коронного гетьмана Станіслава Яна Яблоновського почалася реальна концентрація. В цей час військовий табір було перенесено до Доброводів, потім до Вишнівчика, Язловця і річки Нічлави над Дністром.
Марш військ проходив без пригод. Розвідники повідомляли про знаходження татарської орди під Цецорою, де ворог налагоджував конвой із продовольством для блокованої фортеці в Кам'янці, так званої захари. Великий гетьман після отримання цих звісток, вирішив виступити у напрямі Смотрича з метою перехоплення конвою. 2 жовтня коронні війська дійшли до Устя. Не дочекавшись ворога, гетьман наказав повернутися до Окопів Святої Трійці. В цей час прибули загони литовських військ під проводом гетьмана великого литовського Казимира Яна Сапєги. Тим часом татарський хан Селім I Ґерай, маючи під своєю командою 8-10 тисяч татар і 2 тисячі турків, отримав звістку про відступ поляків і вирушив із конвоєм у півтори тисячі возів у напрямі переправи через Дністер під Устям. Про це стало відомо Яблоновському. Гетьман залишив свій табір під Дзвинячкою на річці Дзвіна і на чолі 2-3 тисяч кінноти й піхоти і з 12 гарматами повернув назад, діставшись Устя вранці 6 жовтня, а скоро туди ж підійшла і решта війська.

## Битва
Опівдні гетьман сформував кінну групу (2-3 тис. коронної і литовської кінноти разом з кількома гарматами), що мала завдання переправитися на другий бік річки Дністер до позицій ворога. Корогви перепливли річку та вишикувалися в дві лінії, з рейтарами та гарматами в центрі, тоді як ударна кіннота стала на флангах. На правому крилі стали коронні корогви, на лівому литовські. Битва відбувалась на території сучасного села Вороновиця на правому березі Дністра на невеликому півострові.
Перша слабка атака польсько-литовських сил на лави ворога була легко відбита, після чого настала черга атаки татарської кінноти на праве крило гетьманських військ. Ординці зламали опір першої лінії і атакували другу, чим поставили поляків у скрутне становище. Яблоновський ухвалив тоді швидке й правильне рішення використати для допомоги своєму правому крилу литовські корогви з лівого крила. Тричі кіннота обох сторін сходилася в рукопашну, аж поки татари почали відступати назад до берега Дністра.
Побачивши це, калга-султан Шебас-Гірей повів татарський резерв на ліве крило Яблоновського. Проте ця атака виявилася малорезультативною, бо через брак широкого простору Орда не могла охопити супротивника з флангів. Тим часом, зрозумівши, що кінний бій дійшов до патової фази, польський командувач вирішив ввести до бою табір із гарматами й піхотою.
Близько 16.00 ці польські частини переправилися через Дністер і з'єднався з рештою бойового порядку Яблоновського. Піхота з гарматами негайно підсилила польський центр. Вже десь через півгодини було відкрито сильний вогонь з гармат і мушкетів по ворожій кінноті, а після цієї вогневої підготовки, о 17.00, коронний гетьман кинув у бій панцерні корогви, що зігнали з поля бою розстроєні лави татар. Супротивник почав відступати назад до вузького проходу між закрутами річки, і опинився в оточенні. Польсько-литовські війська нанесли страшенні втрати татарам, що не могли вирватися з оточення. Жовніри аж до ночі були зайняті вирізуванням залишків татарського війська.

## Після битви
Було узято до неволі лише кількох значніших мурз. З польсько-литовського боку полягло трохи більше десяти людей. Ніч війська провели над переправою, а вранці 7 жовтня було захоплено конвой із припасами, який згідно з перебільшеною реляцією гетьмана налічував 5 тисяч возів. Насправді їх було близько 1,5 тисяч, навантажених запасами продовольства для турецького гарнізону кам'янецької фортеці, зброєю, та дорогоцінностями на загальну вартість близько двох мільйонів злотих.